# Yves Cachin
Pour les articles homonymes, voir Cachin.
Yves Cachin (né à Ambositra, Madagascar, le 20 juillet 1916 et mort à Paris 14e le 17 mars 2010) est un médecin français, spécialiste d'oncologie ORL. Neveu de Marcel Cachin, il a également été membre du PCF jusqu'en 1956.

## Activités scientifiques
Interne des hôpitaux de Paris à 20 ans, il devient chirurgien. En 1960, il rejoint l'Institut Gustave-Roussy, où il est chargé du service d'oto-rhino-laryngologie puis du département de chirurgie cervico-faciale. Professeur associé au Collège de médecine des hôpitaux de Paris et membre du conseil scientifique de l'Institut Curie, il devint, en 1972, président du groupe coopérateur des cancers de la tête et du cou de l'Organisation européenne de recherche sur le traitement du cancer, puis dirige, par intérim, l'Institut Gustave-Roussy (1974-78), lors de la période du détachement de son directeur Pierre Denoix en tant que directeur général de la santé.
À la retraite, il préside la Commission nationale des cancers (1983-87) et donne son nom au rapport La Lutte contre le cancer en France - Perspectives - Propositions (1985) qu'il dirige, et qui propose nombre d'idées reprises dans le plan Cancer de 2003.

## Activités militantes
Titulaire de la médaille de la Résistance, Yves Cachin a été membre du Parti communiste français (PCF) jusqu'à la répression de l'insurrection de Budapest en 1956. Il participa alors au groupe L’Étincelle, aux côtés notamment d'Henri Lefebvre, François Châtelet et Anatole Kopp. En 1979, il décrit à la sociologue Jeannine Verdès-Leroux le processus de « stalinisation » qui l'avait vu se soumettre au Parti durant sa période d'engagement, alors même qu'il avait critiqué les procès de Moscou avant son adhésion et qu'il était considéré comme « gauchiste. »